# Малая Топаль

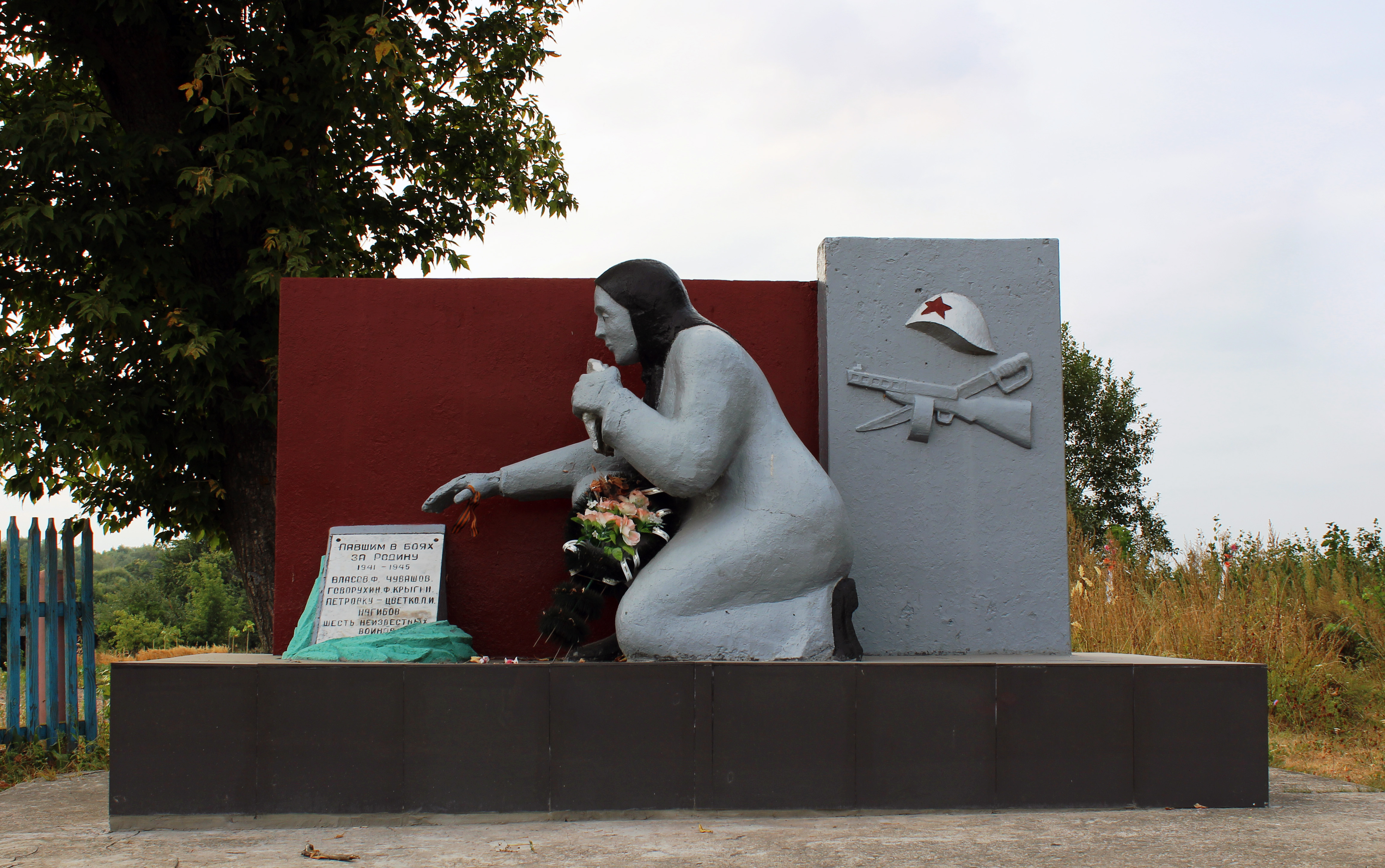
Братская могила в Малой Топали

Ма́лая Топа́ль — село в Клинцовском районе Брянской области, входит в состав Великотопальского сельского поселения. Расположено в 10 км на юго-восток от автодороги М13, в 21 км от города Клинцы.

## История
Основателем села считается стародубский бурмистр Малах Фомин, купивший возле речки Топалки три четверти поля с двумя хуторами и устроив там хозяйство. В 1721 году здесь числилось 74 двора, в 1780 было 140 дворов.
Село входило в состав Речи Посполитой, Великого княжества Литовского. Малая Топаль пережила две немецких оккупации — в 1918 году и в 1941—1943 годах.
В 1918—1920 гг. во многих сельских районах на базе помещичьих имений образовались коммуны, в сёлах и деревнях образовывались товарищества по совместной обработке земли. В Малой Топали организовалось кредитное товарищество из 42 членов, 1 прокатный пункт, 1 лавка. В селе было отделение Великотопальской многолавки, появилась библиотека. В начале двадцатых годов в селе провели передел земли по едокам. Это послужило толчком к отселению части населения из села на посёлки, поближе к нарезанной им земле. Образовалось пять посёлков Малой Топали: Красный Мост, Поляна, Лоза, Дубрава, Круглое.
В 1929—1930 гг. в стране развернулась массовая коллективизация сельского хозяйства. Фактически колхоз в селе складывался с 1931 по 1935 год. Своему колхозу они присвоили имя «13 лет РККА». Первым председателем колхоза избрали одного из организаторов сельхозартели Бориса Пименовича Авраменко, партийную ячейку возглавлял Яков Степанович Ковалёв. А уже с 1932 года в течение 25 лет избирался на этот пост коммунист Иван Фёдорович Бордадын. Его активно поддерживали сельская партийная ячейка и председатель Малотопальского сельсовета, коммунист Карп Савостьянович Слабкотос.
До Великой Отечественной войны в Малотопальском колхозе было всего 50 коров разномастной породы, 500 овец. Также колхоз занимался коневодством. Во второй половине 30-х годов в колхозе появились первые тракторы Клинцовской МТС. Сначала небольшой колёсный трактор «Фордзон-Путиловец», затем «Сталинградец», СХТЗ 15/30 и, наконец, мощный массивный гусеничный трактор Челябинского завода.